# Sphagnidae
Sous-classe
Les Sphagnidae forment une sous-classe de mousses ; elle est abandonnée dans les classifications modernes où la classe des Sphagnopsida a pour taxon inférieur le seul ordre des Sphagnales. 

## Évolution et taxonomie

### Évolution
L'étude de la structure des gamétophytes des Sphagnidae et de leurs séquences d’ADN semble montrer qu'elles se sont séparées il y a fort longtemps de la lignée principale des autres mousses. On ne sait pas à quelle époque a eu lieu cette séparation, mais des fossiles du Permien (- 290 MA), les Protosphagnales, présentent de nombreuses ressemblances avec les Sphagnidae actuelles. 